# Alessandro Magro
Alessandro Magro (nacido el 14 de octubre de 1982 en Castelfiorentino, Italia) es un entrenador italiano de baloncesto. Actualmente dirige al Napoli Basket de la Lega Basket Serie A.

## Trayectoria como entrenador
Comenzó a entrenar a una edad temprana, llegando a la Serie A como asistente del Basket Livorno a los 22 años. Tras una breve experiencia en Viola Reggio Calabria, en 2006 se trasladó a Mens Sana Siena, con el que permaneció ocho años, donde fue entrenador ayudante del primer equipo y entrenador de las categorías inferiores. 
El 7 de julio de 2014 se convirtió en el nuevo entrenador del Fulgor Omegna, al que dirigiría durante dos temporadas en la Serie A2. 
En 2016, firmó por el Brescia Leonessa, donde permaneció en la plantilla de Andrea Diana durante tres temporadas.
En julio de 2019 se convirtió en segundo entrenador de Luca Banchi en el Lokomotiv Kuban ruso, en el que estuvo hasta enero de 2020, tras la destitución del técnico toscano. 
El 17 de febrero de 2020, firma como entrenador del MKS Dąbrowa Górnicza de la PLK, en el que estuvo durante temporada y media.
El 17 de mayo de 2021, Magro firmaría por el Germani Basket Brescia de la Lega Basket Serie A para reemplazar a Maurizio Buscaglia.

## Clubs como entrenador
- 2004-2005: Basket Livorno (Asistente)
- 2005-2006: Viola Reggio Calabria (Asistente)
- 2006-2014: Mens Sana Siena (Asistente)
- 2014-2016: Fulgor Omegna
- 2016-2019: Brescia Leonessa (Asistente)
- 2019-2020: Lokomotiv Kuban (Asistente)
- 2020–2021: MKS Dąbrowa Górnicza
- 2021-2024: Pallacanestro Brescia
- 2022-2023: Italia Sub-20
- 2024-2025: BC Wolves
- 2025-: Napoli Basket